# Tricyphona (Tricyphona) arthuriana
Tricyphona (Tricyphona) arthuriana is een tweevleugelige uit de familie Pediciidae. De soort komt voor in het Australaziatisch gebied.